# Ray Celestin
Pour les articles homonymes, voir Celestin.
Ray Celestin, est un romancier britannique, auteur de romans policiers historiques.

## Biographie
Après avoir étudié l’art et les langues asiatiques, Ray Célestin devient scénariste pour la télévision.
En 2014, Ray Celestin débute une tétralogie de romans policiers mettant en scène Michael Talbot et Ida Davis, agents de la Pinkerton National Detective Agency. L'action de ces romans, à partir d'évènements et de personnages réels, se déroule sur plusieurs décennies dans plusieurs villes américaines, La Nouvelle-Orléans en 1919, Chicago en 1928, New York en 1947, Los Angeles dans les années 1960, et met en lumière les liens entre musique, mafias et politique. Le jazz imprègne fortement ces romans.
Avec le premier, The Axeman’s Jazz (Carnaval), il est lauréat du prix John Creasey New Blood.
Ses romans sont traduits dans plusieurs pays et, en 2016, il est lauréat du prix du meilleur roman policier de l'Académie suédoise des écrivains policiers traduit en suédois pour Yxmannen (The Axeman’s Jazz).

## Œuvre

### Romans

#### TétralogieCity Blues Quartet
- The Axeman’s Jazz (2014)
  - Carnaval, Le Cherche midi, coll. « Thrillers » (2015)  (ISBN 978-2-7491-4195-4), réédition Le Grand livre du mois (2015)  (ISBN 978-2-286-12339-0), réédition 10-18, coll. « Grands Détectives » no 5074 (2016)  (ISBN 978-2-264-06631-2)
- Dead Man’s Blues (2016)
  - Mascarade, Le Cherche midi, coll. « Thrillers » (2017)  (ISBN 978-2-7491-5390-2), réédition 10-18, coll. « Grands Détectives » no 5300 (2018)  (ISBN 978-2-264-07090-6)
- The Mobster's Lament (2019)
  - Mafioso, Le Cherche midi, coll. « Thrillers » (2019)  (ISBN 978-2-7491-6095-5), réédition 10-18, coll. « Grands Détectives » no 5583 (2021)  (ISBN 978-2-264-07636-6)
- Sunset Swing (2021)

## Prix et distinctions

### Prix
- Prix John Creasey New Blood 2014  pour The Axeman’s Jazz[1]
- Meilleur roman policier 2016 de l'Académie suédoise des écrivains policiers traduit en suédois pour Yxmannen (The Axeman’s Jazz)[2]
- Gold Dagger Award 2022 pour Sunset Swing[1]
- Historical Dagger Award 2022 pour Sunset Swing[1]

### Nominations
- Prix Thriller 2015 du meilleur premier roman pour The Axeman’s Jazz[3]
- Gold Dagger Award 2017 pour Dead Man’s Blues[1]
- Meilleur roman policier 2017 de l'Académie suédoise des écrivains policiers traduit en suédois pour Mafioso (Dead Man’s Blues)[2]